# 三浦時継
三浦 時継（みうら ときつぐ）は、鎌倉時代末期から南北朝時代にかけての武将。相模三浦氏の当主。官位は相模介（三浦介）。

## 生涯
三浦介三浦時明の子として生まれる。
鎌倉幕府の御家人であり、元徳3年（1331年）に後醍醐天皇が起こした元弘の乱の際には笠置寺に立て籠もる天皇を攻撃するために幕府軍の一員として出陣し、笠置山の戦いに参加している。
元弘3年（1333年）5月に行われた鎌倉の戦いでは、本拠地である相模国三浦郡は鎌倉に隣接しているのだがこの時の時継の動静は良く分かっていない。おそらく他の御家人たちと同じく北条高時を裏切って後醍醐天皇方に与していたのであろう。
その後、京に滞在している。『太平記』にその時分の話として記載されているのが、後醍醐天皇が御所で天下安鎮法という儀式を行おうとし、名のある武士を召し出した。時継（もしくは子の高継の可能性もある）も名門三浦家の当主として召されることになったのだが、下総国の武士である千葉介千葉貞胤と席次のことなどでもめて険悪な状態になり、両者出仕を拒否するという事件があったという。
建武2年（1335年）に高時の子・北条時行が中先代の乱を起こした際には三浦郡に帰っていたようで、そのまま時行に与して後醍醐天皇に反旗を翻した。北条軍は天皇方の足利直義を破って7月25日に鎌倉を占領した。
しかし、天皇の許可を得ないまま出陣した足利尊氏が8月19日に鎌倉を占拠すると時継は船に乗って鎌倉を脱出し、尾張国の熱田に逃れた。そこで熱田神宮の大宮司に捕まって捕虜となり京に送られて斬首され、獄門にかけられた。
子の高継は一貫して天皇方であったため、時継の死後に家督と所領を安堵されている。